# 275
275 (CCLXXV) je bilo navadno leto, ki se je po julijanskem koledarju začelo na petek.

## Dogodki
- 1. januar

## Smrti
- Peroz I. Kušanšah, kralj Kušano-Sasanidskega kraljestva (* ni znano)